# Estadio Zdzisław Krzyszkowiak
El Estadio Zdzisław Krzyszkowiak (en polaco:Stadion im. Zdzisława Krzyszkowiaka) es un estadio multiusos ubicado en Bydgoszcz, Polonia. El estadio es sede del Zawisza Bydgoszcz, donde juega sus partidos como local. Cuenta con una pista de atletismo que fue sede del Campeonato Mundial Junior de Atletismo de 2008. 
El nombre del estadio está dedicado al atleta polaco Zdzisław Krzyszkowiak, ganador de la 3000 metros obstáculos en los Juegos Olímpicos de Roma 1960.

## Historia
La construcción comenzó en 1956 por los arquitectos W. Wyszkowski, A. Bigon y J. Hoffmann. El 21 de julio de 1957 se inauguró el estadio y se celebró un torneo de fútbol en donde participaron tres equipos (el FC Viktoria Frankfurt, el Zawisza Bydgoszcz y el Wawel Cracovia). El partido inaugural fue entre el Viktoria Frankfurt (previamente llamado Vorwärts Berlín) y el Wawel Cracovia cayó tres a cero.
El 5 de julio de 2000 tuvo lugar la apertura del estadio modernizado: sustituyendo las antiguos bancos y gradas de madera en mal estado por asientos de plástico, e instalando una nueva iluminación de 1,600 lux. En 2003 se cambió el nombre por el de Estadio Zdzislaw Krzyszkowiak, medallista de oro en los 3.000 metros obstáculos de los Juegos Olímpicos de Roma de 1960.